# Майор-Луис-Хорхе-Фонтана (департамент)
Департамент Майор-Луис-Хорхе-Фонтана  (исп. Departamento de Mayor Luis Jorge Fontana) — департамент в Аргентине в составе провинции Чако.
Территория — 3708 км². Население — 55080 человек. Плотность населения — 14,90 чел./км².
Административный центр — Вилья-Ангела.

## География
Департамент расположен на юге провинции Чако.
Департамент граничит:
- на севере — с департаментами Чакабуко, О’Хиггинс
- на северо-востоке — с департаментом Сан-Лоренсо
- на востоке — с департаментом Тапенага
- на юге — с провинцией Санта-Фе
- на западе — с департаментами Дос-де-Абриль, Фрай-Хусто-Санта-Мария-дель-Оро
- на северо-западе — c департаментом Досе-де-Октубре

## Административное деление
Департамент включает 3 муниципалитета:
- Вилья-Ангела
- Коронель-Ду-Грати
- Энрике-Урьен

## Важнейшие населенные пункты[3]
| № | Населённый пункт  | Населённый пункт (исп.) | Категория | Население чел. (2010) | На карте                        |
| - | ----------------- | ----------------------- | --------- | --------------------- | ------------------------------- |
| 1 | Вилья-Ангела      | Villa Ángela            | город     | 41 403                | 27°34′31″ ю. ш. 60°43′09″ з. д. |
| 2 | Коронель-Ду-Грати | Coronel Du Graty        | город     | 7 509                 | 27°40′54″ ю. ш. 60°54′34″ з. д. |
| 3 | Энрике-Урьен      | Enrique Urién           | поселок   | 515                   | 27°33′22″ ю. ш. 60°31′34″ з. д. |